# Vytautas Šerėnas
Vytautas Šerėnas (ur. 10 października 1959 w m. Antagavė w rejonie ignalińskim, zm. 10 maja 2019) – litewski ekonomista i satyryk, kandydat w wyborach prezydenckich w 2002.

## Życiorys
Odbył służbę wojskową w Armii Radzieckiej. W 1988 ukończył studia z zakresu ekonomi pracy na Uniwersytecie Wileńskim. W 1993 doktoryzował na podstawie pracy poświęconej kapitałowi ludzkiemu. Do 1995 był głównym specjalistą w państwowej służbie do spraw cen i konkurencji. Został też jednym z głównych twórców satyrycznego programu Dviračio šou.
W 2002 był niezależnym kandydatem w wyborach prezydenckich, uzyskując w pierwszej turze 7,8% głosów i zajmując 4. miejsce wśród 17 pretendentów.